# Jules Laforgue
Jules Laforgue, fr. [ʒyl laˈfɔʀg] (ur. 16 sierpnia 1860 w Montevideo, zm. 20 sierpnia 1887 w Paryżu) – francuski poeta, symbolista.

## Życiorys
Rodzice Laforgue’a poznali się w Urugwaju, gdzie jego ojciec studiował, a następnie był nauczycielem i urzędnikiem bankowym. Jules był drugim z ich jedenaściorga dzieci. W 1866 rodzina przeniosła się do francuskiego Tarbes, rodzinnego miasta ojca Laforgue’a. Od 1867 Jules i jego starszy brat Émile wychowywali się u dalszej rodziny, gdyż matka wróciła samotnie do Urugwaju.
W 1869 ojciec Jules’a sprowadził rodzinę do Paryża. W 1877 przy kolejnym porodzie zmarła matka Laforgue’a, a on sam nie zdał egzaminów maturalnych; nigdy nie był dobrym uczniem. Niepowodzenie powtórzyło się za drugim i trzecim razem. Jednak w tym czasie zaczął czytać wielkich autorów francuskich i zwiedzać muzea Paryża.
W 1879 ojciec Julesa zachorował i przeniósł się z powrotem do Tarbes, ale Jules pozostał w Paryżu. W tym roku opublikował w Tuluzie swój pierwszy poemat, a wydane wkrótce poezje zostały dostrzeżone przez krytyków. W 1880 zapoznał się z paryskimi kręgami literackimi i został protegowanym Paula Bourgeta, wydawcy czasopisma „La vie moderne”. Od 1881 do 1886 mieszkał w Berlinie, gdzie pracował jako nieformalny doradca kulturalny cesarzowej Augusty. W 1885 opublikował jedno ze swoich ważniejszych dzieł, L'Imitation de Notre-Dame la Lune.
W 1886 powrócił do Francji i poślubił angielską poetkę Leah Lee. W następnym roku oboje zmarli na gruźlicę.
Poezja Laforgue’a wywarła silny wpływ na wczesne utwory Thomasa Stearnsa Eliota i pośrednio na dwudziestowieczny klasycyzm.

## Dzieła
Zbiory poetyckie
- Les Complaintes (1885)
- L'Imitation de Notre-Dame de la Lune (1886)
- Le Concile féerique (1886)

Wiersze wydane pośmiertnie
- Des Fleurs de bonne volonté (1890)
- Derniers Vers de Laforgue (1890)
- Le sanglot de la terre (1901)

Proza
- Les Moralités légendaires (1887)

Inne
- Berlin, la cour et la ville (1922)
- Stéphane Vassiliew (1943)